# James Dickson (homme politique, 1832-1901)
Pour les articles homonymes, voir James Dickson.
James Robert Dickson (30 novembre 1832 - 10 janvier 1901) était un homme politique et homme d'affaires australien. Il fut le 13e premier ministre du Queensland et membre du premier gouvernement fédéral. 

## Biographie

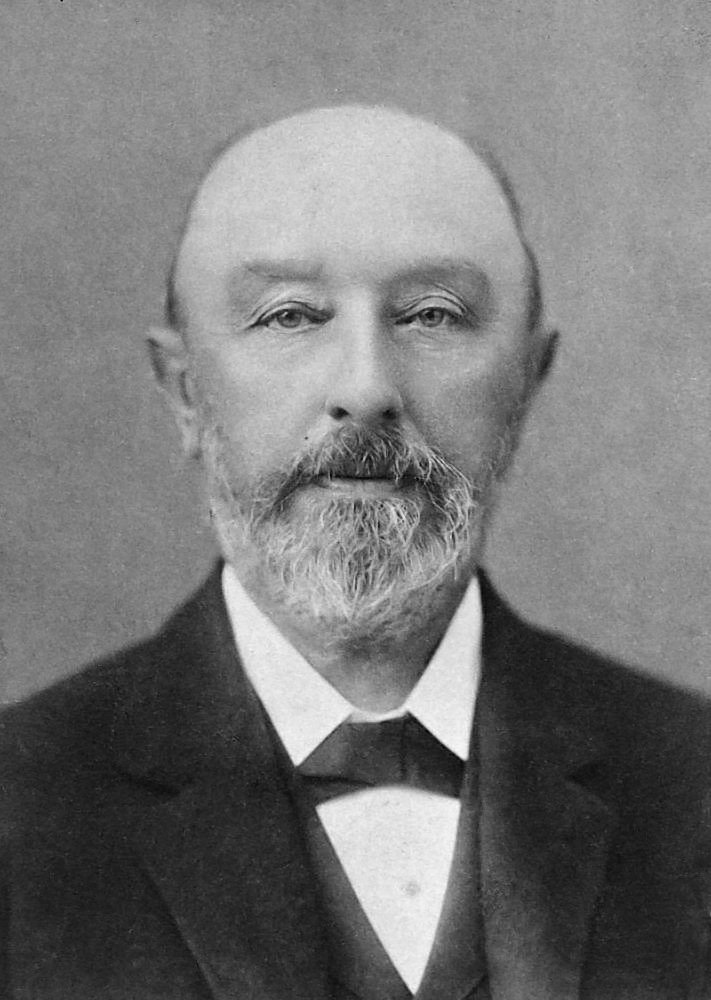
James Robert Dickson.

Dickson est né à Plymouth, dans le Devon, et émigre au Victoria en 1854. Il s'installe au Queensland en 1862 où il devient commissaire-priseur. Homme d'affaires riche et influent, il est élu député du Queensland dans la circonscription d'Enoggera en 1873. Il est ministre des Travaux publics et des Mines en 1876 dans le gouvernement d'Arthur Macalister, puis ministre des Finances de 1876 à 1879. En l'absence de Sir Samuel Griffith, il devient brièvement chef de l'opposition, puis de nouveau ministre des Finances de 1883 à 1887 quand Griffith devient premier ministre. Il perd son siège en 1888 mais est élu à Bulimba en 1892, en soutenant l'importation de travailleurs originaire des îles du Pacifique Sud pour travailler dans les champs de cannes à sucre du Queensland. 
Dans le système appelé Continuous Ministry de la fin des années 1890, Dickson occupe les postes de ministre des chemins de fer en 1897, des Postes et de l'Intérieur de 1898 à 1899. En septembre 1898, après la mort de Thomas Byrnes, il est nommé premier ministre. Le Continuous Ministry à ce moment-là est en train de perdre le pouvoir, et Dickson occupe ces fonctions seulement pendant une brève période avant qu'Anderson Dawson n'obtienne la majorité à l'Assemblée législative et devienne le premier leader du Parti travailliste à occuper un poste de premier ministre. Les membres du Continuous Ministry réussirent à renverser le nouveau gouvernement de Dawson une semaine plus tard mais Dickson ne souhaite pas devenir à nouveau premier ministre, et le poste est attribué à Robert Philp qui, lors du gouvernement Dickson, est Secrétaire en chef.  
Dickson est un ardent partisan de la fédération australienne au Queensland et est le principal responsable du « oui » au référendum du Queensland sur le projet de Constitution de l'Australie en 1900. Par suite, Dickson est nommé ministre de la défense dans le premier gouvernement fédéral d'Edmund Barton du 1er janvier 1901. Il avait l'intention de se présenter aux élections au premier Parlement fédéral, mais le 10 janvier il meurt subitement lors des cérémonies inaugurales de la création de la fédération à Sydney. Il est le premier ministre fédéral à mourir en fonction. 